# Soufiane Karkache
Soufiane Karkache (Brussel, 2 juli 1999) is een Marokkaans-Belgisch voetballer die als verdediger speelt.

## Clubcarrière
Karkache genoot zijn jeugdopleiding bij FC Brussels, Union Sint-Gillis, RSC Anderlecht en Club Brugge. In 2018 genoot hij de interesse van Lille OSC, Malatyaspor en West Bromwich Albion, maar Karkache trok naar de Marokkaanse neo-eersteklasser Mouloudia Oujda, waar zijn vader Abdelaziz op dat moment hoofdtrainer was. Na één seizoen stapte hij over naar reeksgenoot Renaissance Sportive de Berkane. In januari 2020 maakte hij een transfer naar de Marokkaanse recordkampioen Wydad AC Casablanca. Daar werd zijn contract in november 2020 ontbonden.

## Interlandcarrière
Karkache kwam in het verleden uit voor verschillende Belgische nationale jeugdelftallen. Met België –17 nam hij in 2016 deel aan het EK onder 17, samen met onder andere Mile Svilar, Sebastiaan Bornauw en Zinho Vanheusden. Karkache kwam enkel in actie in de eerste groepswedstrijd tegen Schotland. Later werd hij opgeroepen voor Marokko –23.